# Ruby Hightower
 Ruby Usher Hightower (* 1880 in Covington (Georgia); † 1959 in Quitman (Georgia)) war eine US-amerikanische Mathematikerin und Hochschullehrerin. Sie war 1927 die erste Absolventin des Shorter College, die einen Doktortitel erhielt.

## Leben und Werk
Hightower besuchte die High School in Jackson, Georgia und erwarb 1896 den Bachelor-Abschluss am Shorter Female College (nach 1923 Shorter College) in Rome (Georgia). Zwischen ihrem Abschluss und der Wiederaufnahme ihrer Lehrkarriere am Shorter College 1919, unterrichtete und studierte sie an verschiedenen Orten. Sie unterrichtete unter anderem am Central College von Conway in Arkansas, am Alabama Normal College (jetzt University of West Alabama), am Cox College in Georgia, am Anderson College (jetzt Universität), damals eine Frauenschule, in South Carolina und an der Southwest Baptist University und am Hardin College and Conservatory of Music in Missouri. 1899 studierte sie an der University of Chicago, 1913 an der University of London und erhielt 1919 ihren Master-Abschluss an der University of Georgia. Nach ihrem Masterabschluss kehrte sie an die Shorter University zurück und blieb dort bis zu ihrer Pensionierung 1947, mit Ausnahme einer Beurlaubung in den Jahren 1924 bis 1925. 1920 war sie Fellow in Mathematik an der University of Missouri besuchte die Graduiertenschule dort bis zum Sommer 1921 und erhielt eine Erlaubnis zum Studium an der University of Missouri von 1924 bis 1925. Sie promovierte 1927 mit den Nebenfächern Physik und Astronomie bei George Eric Wahlin mit der Dissertation: On the Classification of the Elements of a Ring. Nach ihrer Pensionierung 1947 wohnte sie weiter auf dem College-Campus des Shorter College und unterrichtete dort zeitweise bis 1957.

## Mitgliedschaften
- American Mathematical Society
- American Association for the Advancement of Science, Fellow 1933
- American Association of University Women
- American Association of University Professors
- Sigma Xi
- Pi Mu Epsilon
- Sigma Delta Epsilon

## Veröffentlichungen (Auswahl)
- 1919: A study in conics. MA thesis, University of Georgia. Manuscript.
- 1928: On the classification of the elements of a ring. Bull. Amer. Math. Soc. 34